# Alberto Semprini
Alberto Fernando Riccardo Semprini (Bath, 27 marzo 1908 – Brixham, 19 gennaio 1990) è stato un pianista e direttore d'orchestra inglese naturalizzato italiano.

## Carriera
Nato in Inghilterra da una famiglia italiana di origine romagnola, ha studiato musica e, seguendo i consigli del padre, scelse il pianoforte e il violoncello. Dopo un periodo di perfezionamento al Conservatorio di Milano fondò diversi gruppi fino ai primi anni quaranta.
Successivamente diresse l'orchestra della Rai e nel 1958 vinse la prima edizione del Burlamacco d'Oro.
Partecipò per tre volte al Festival di Sanremo: è entrata nella storia della musica leggera italiana quella del 1958 in cui arrangiò e diresse l'orchestra nell'esecuzione di Domenico Modugno di Nel blu dipinto di blu, suonando inoltre (sia nel disco che dal vivo) insieme al Sestetto Azzurro (Semprini al pianoforte, Bruno De Filippi alla chitarra, Ebe Mautino all'arpa, Mario Migliardi all'organo Hammond, Walter Beduschi al basso e Pupo De Luca alla batteria).
Dopo le tre partecipazioni a Sanremo Semprini ritornò in Inghilterra, dove tenne ulteriori concerti e condusse una trasmissione radiofonica.
Nel 1973 gli fu assegnato il titolo di ufficiale del Venerabile ordine di San Giovanni e il 30 novembre 1983 gli fu riconosciuto il titolo di ufficiale dell'Ordine dell'Impero Britannico, per il suo impegno nel campo della solidarietà.

## Discografia parziale

### 78 giri

#### Alberto Semprini al pianoforte
- Fantasia Ritmica n.1: Maria la O
- Amami di più
- Tutto blu (Fonit 8424)
- Ti bacerò stasera con la luna
- Il campione del ritmo (Fonit 8424)
- Fantasia Ritmica n.2: Paswonky
- Dimmi una parola
- Chi sarà
- Cuore innamorato
- Mio sogno (Fonit 8425)
- Tu sei la musica
- Ua da da (Fonit 8448)
- Polvere di stelle (Star Dust, Carmichael) Fonit 8498,12862
- Il ballo del trombettiere V (Bugle Call Rag, Pettis, Schoebel) Fonit 8489, 12862
- Ti sogno (Fonit 8549)
- Orchidee blu (Blue Orchids, Carmichael) Fonit 8549
- Se ascolti la radio
- Ti parlerò d'amore (Fonit 8566)

Milano, (1939)

#### Semprini e il suo quintetto ritmico
Nino Impallomeni, tromba · Franco Mojoli, clarinetto · Alberto Semprini, pianoforte, chitarra · Natalino Otto, voce
- Oi Marì (Di Ceglie) - NO v Fonit 8564, 8695
- Quando la radio - NO v
- Non so più sognar - NO v (Fonit 8616)
- Bach va in Città-Tiger rag (Fonit 8629)

#### Semprini e la sua orchestra ritmo melodica
Formazione di circa 70 elementi: Pino Moschini · Aldo Landi · Astore Pittana e 3 tr. Athos Ceroni e 3 tbn Giuseppe Cattafesta · Bruno Gavazzi e 3 cl-sax 24 vl. 12 vla.6 vc. Giorgio Poli e 3 cb. Alberto Semprini pf. ch. bt. Natalino Otto
- Illusione (Deep Purple, DeRose) Fonit 8630

Milano, 1941

#### Semprini e il suo quintetto ritmico
- Preferisco tua sorella - NO v
- Ho imparato una canzone - NO v (Fonit 8633)

Milano, marzo-aprile 1941

#### Semprini e la sua orchestra
Aldo Landi · Astore Pittana · Pino Moschini e 2 tr. · Athos Ceroni · Giuseppe Schezzi e altro tbn. · Giuseppe Cattafesta · Franco Mojoli · Bruno Gavazzi e 3 cl-sax.24 vl.12 vla.6vc.4cb. · Alberto Semprini pf. ch. · Giorgio Poli cb.bt. · Natalino Otto voce
- Tristezze di Saint Louis (St.Louis Blues, Handy) - NO v (Fonit 8630)
- Saltando le pozzanghere - NO v (Fonit 8703)

Milano, dicembre 1942

#### Semprini e il suo nuovo ritmo
Astore Pittana? tr.cl. · Alberto Semprini pf. cb.bt. · Natalino Otto voce
- Maria Luisa - NO v (Fonit 8685,8695)
- Dammi un fior - NO v (Fonit 8686)

#### Semprini e la sua orchestra ritmo melodica
Aldo Landi · Astore Pittana e 3 tr. · Athos Ceroni e altro tbn. · Bruno Gavazzi ten-vl. · Giuseppe Cattafesta · Franco Mojoli e 3 altri fl-cl-sax.24 vl.12 vls.6 vc.4 cb. · Alberto Semprini pf. ch.bt. · Natalino Otto v.
- Canto dei timidi - NO v (Fonit 8703)
- Variazioni (Fonit 8739)
- Tristezze (dall'op.10 n.3 di Chopin) Fonit 8739

#### Semprini e il suo quintetto ritmico
- Non parlar (Fonit 8731)
- Questa sera (Fonit 8731)
- Una carezza e un bacio (Fonit 8732)
- Giacomino il bello (Fonit 8732)
- Quando Canta Rabagliati (Fonit 8733)
- Scherzi Maestro? (Fonit 8733)
- Scherzando nel bagno (Fonit 8800)
- Domani è Festa (Fonit 8800)

#### Semprini e la sua orchestra
- Ritmando in sol (Fonit 8797, 8804)
- Tu, musica divina (Fonit 8798,8805)
- Quando suona il disco (Fonit 8801,8805)
- La barca dei sogni (Fonit 8801,8804)
- Musica nell'aria (The Music Goes "Round and Round", Riley) Fonit 8802

#### Semprini e il suo quintetto ritmico
- Ho un sassolino nella scarpa (Fonit 8848)
- Qui nel cuor (Fonit 8848)

#### Semprini e la sua orchestra ritmico melodica
- Musica maestro (Music, Maestro, Please, Wrubel) Fonit 12014, 12017
- Sei o non sei (La mia bambina) Fonit 12243
- You Bby (Shoo Shoo Baby, Moore) Fonit 12243

#### Alberto Semprini
- I Should Care (Fonit 12267)
- Perdoni signor Bach (Fonit 12329)
- Music, Music, Music (Fonit 13624)
- Disperazione mia (Fonit 13624)
- Lettere d'amore (Fonit 13626)
- Triste solitudine (Fonit 13791)
- Il canto di Dalila (The song of Delilah, Young) Fonit 13791.

### 33 giri
- 1953: Parata di successi n° 5 (Fonit, LP 105; con Nino Impallomeni, Armando Sciascia, Gorni Kramer ed altri)
- 1953: Parata di successi n° 6 (Fonit, LP 106; con Nino Impallomeni, Armando Sciascia, Gorni Kramer ed altri)
- 1954: Alberto Semprini (Fonit, LP 127)
- 1954: Alberto Semprini n° 3 (Fonit, LP 142)
- 1955: Celebri fantasie ritmiche (Fonit, LP 150)
- 1956: Celebri fantasie ritmiche vol. 2 (Fonit, LP 166)
- 1956: Sanremo 1956 (Fonit, LP 176)
- 1957: Celebri fantasie ritmiche vol. 3 (Fonit, LP 212)
- 1957: Celebri fantasie ritmiche vol. 4 (Fonit, LP 213)
- 1956: Sanremo 1957 (Fonit, LP 215)
- 1957: Celebri fantasie ritmiche vol. 5 (Fonit, LP 239)
- Gennaio 1958: Sanremo 1958 (Fonit, LP 253)
- Gennaio 1958: Celebri fantasie ritmiche vol. 6 (Fonit, LP 259)
- 1958: Rhapsody in Blue (Fonit, LP 306)

#### Semprini e la sua orchestra da concerto
- Un Americano a Parigi
- Rhapsody in blue LP 306 (Fonit)

#### Alberto Semprini - I Grandi Successi
- Fantasie ritmiche (FonitCetra PL 449)